# Ácido tríflico
O ácido trifluormetanossulfônico ou ácido tríflico é um ácido sulfônico de fórmula molecular CF3SO3H, também representado por TfOH. É um dos mais fortes ácidos conhecidos, sendo classificado como superácido por ser em torno de mil vezes mais forte que o ácido sulfúrico.

## Produção
Uma das várias rotas de síntese deste composto é a oxidação do derivado fluorado do metanotiol com peróxido de hidrogênio.

## Segurança
O ácido tríflico em contato com a pele causa queimaduras graves e destruição dos tecidos. Na inalação, causa espasmos fatais, inflamação e edema.

## Usos
É usado como catalisador em várias reações da química orgânica, já que sua base conjugada é um ótimo grupo de saída. Ao contrário do ácido sulfúrico, não "sulfona" aromáticos.